# Polittico di Sant'Anna (Cima da Conegliano)
Il Polittico di Sant'Anna è una pala d'altare di Cima da Conegliano, dipinta per l'omonima chiesa conventuale di Capodistria e attualmente conservata nel Castello di San Giorgio, all'interno del percorso espositivo del Museo di Palazzo Ducale di Mantova.

## Storia
Se la storia critica è piuttosto avara di informazioni sull'opera, particolarmente documentate ne sono invece le vicende storiche, a partire dalle origini. 
Nei primi del Novecento, grazie alle ricerche d'archivio di Giuseppa Caprin, fu infatti identificato e pubblicato il carteggio del contratto. Sappiamo così che i frati minori dell'osservanza del convento di Sant'Anna di Capodistria inviarono un loro procuratore, tale Alvise Grisoni, incaricato di scegliere gli artisti che potessero realizzare il dipinto e l'usuale articolata cornice. Il 18 aprile 1513 avvenne la stipula di due separati contratti che impegnavano Giambattista Cima per l'esecuzione delle pitture e Vittore da Feltre per la realizzazione della cornice, lavori da consegnarsi entro il natale dello stesso anno.
Peter Humfrey considera che l'incarico del procuratore vi fossero anche le indicazioni per la realizzazione dell'opera sul vecchio modello del polittico piuttosto che su un'unica grande pala, uso ormai consolidato a Venezia. Naturalmente doveva anche comunicare la scelta dei santi da rappresentare. Ma a parte queste supposizioni, leggendo più approfonditamente i contratti lo storico sottolinea come questi siano utili a chiarificare le consuetudini a cui erano vincolate le opere dei pittori veneziani commissionate per l'esportazione. I compensi convenuti prevedevano 70 ducati per i dipinti e 31 ducati per la cornice, alla stipula del contratto sarebbero stati anticipati a ciascuno dei due maestri di 10 ducati. Cima convenne di ricevere metà del restante importo alla fine del lavoro e l'altra metà quando l'opera fosse stata consegnata sana e salva e installata. Un'ulteriore clausola prevedeva una valutazione finale dell'opera, a cura di esperti nominati dalle due parti, per poter liberare il pagamento definitivo. Humfrey ne deduce il probabile ritorno a Venezia del procuratore o dei frati per il controllo dell'opera e la sua spedizione, l'assunzione da parte dell'autore di una quota del rischio connesso al trasporto e l'uso comune e consolidato di pagamenti a distanza tramite corriere. Infine non rileva alcuna evidenza che gli artisti si siano mai dovuti recare a Capodistria per sopralluoghi o per sovraintendere il rimontaggio del polittico.
Il vecchio libro di Caprin ci rivela anche alcune vicissitudini dell'opera fino alla fine dell'Ottocento: nei primi del Settecento i francescani fecero aggiungere delle aureole a tutte le figure realizzate con placche d'argento ma strappate via da dei ladri lasciarono marcati danni alle tavole; in una qualche data un «chierico» cercò di ripulire la firma del Cima facendola invece quasi scomparire; nel 1878 un frate cercò di rimediare i malaccorti restauri precedenti.
Più confuse furono le vicende postbelliche che portarono l'assegnazione dell'Istria alla Jugoslavia, tanto che per un certo tempo alcuni storici dell'arte ritennero l'opera dispersa. A rendere un po' più confusa la situazione era il fatto che l'opera fosse stata "evacuata" nella Villa Manini di Passariano nel 1940 per difenderla dagli eventuali rischi del conflitto, ma da lì riconsegnata poi riconsegnata il 15 novembre 1943. Qualche anno dopo, nella situazione ancora incerta dell'amministrazione provvisoria della Zona A e Zona B, i frati decisero di smontare l'opera e trasportarla, assieme a una sessantina di opere d'arte del complesso conventuale di Sant'Anna, in altri loro conventi: prima in quello di Santa Maria Maggiore a Trieste poi, nel 1946 o 1947, in quello di San Francesco della Vigna a Venezia. Da qui, alla fine del 1965, le opere vennero trasportate nel convento di San Francesco a Mantova, il polittico era ancora smontato e così rimase in un ambiente ben poco adatto per alcuni anni ancora. Di fatto il superiore francescano aveva immediatamente notificato la presenza delle opere alla sovrintendenza e questa, nel giugno 1966, aveva chiesto al ministero delucidazioni su loro status giuridico. Solo nel 1972 fu presa la decisione di trasferire le opere nel deposito più salubre del Palazzo Ducale. Nel 1977 si iniziò a prendere in considerazione il restauro dell'opera del Cima consegnandola due anni dopo all'Istituto centrale per il restauro. Il ripristino delle parti pittoriche risulta terminato nel 1981 ma il polittico rimase a Roma fino al 1992. Giunto dii nuovo a Mantova se ne curò il restauro omesso della cornice lignea e infine fu esposto nella collocazione attuale alla fine del 1993.

## Descrizione e stile
L'opera è fra gli ultimi lavori di Cima da Conegliano e, sebbene il Cavalcaselle lo abbia considerato appena con sufficienza, si presenta di notevole suggestione e interesse.
Nel primo registro la centrale Madonna col Bambino in trono è affiancata dalle tavole a figura intera con i suoi genitori, Anna e Gioacchino, cui seguono agli estremi le due sante legate "personalmente'' a Cristo, Maddalena, col vaso di unguento con cui ne unse i piedi, e Caterina d'Alessandria, in virtù del matrimonio mistico, recante la ruota del suo supplizio. Nel registro superiore, rappresentati a mezza figura, sono a sinistra Francesco e Chiara, a ricordare le devozioni dell'Ordine, mentre a destra troviamo il dottore della chiesa Girolamo, a cui allora era intitola la provincia francescana dalmata e Nazario, primo vescovo di Capodistria. Quest'ultimo ancora oggetto di grande devozione locale, reca tra le braccia il modello della città, come per offrirla alla protezione divina, e unico nel gruppo guarda decisamente verso i fedeli a chiedere compartecipazione. Nella cimasa un inconsueto (nel XVI secolo) Cristo Pantocratore è affiancato dai santi Pietro e Andrea e sormontato nel timpano dalla colomba dello Spirito Santo.
Il polittico è costruito secondo quella «strategia visiva» che Bernard Aikema individuò, proprio nel Cima. L'opera, con la sua posizione centrale sull'altare maggiore, doveva essere apprezzata dal visitatore fin dal suo ingresso nella chiesa: in principio vedendola nel suo assieme di complessa struttura architettonica, poi, nell'avvicinarsi, osservandone in più accuratamente le parti e i dettagli. Così infine avrebbe potuto focalizzare pienamente l'attenzione sullo sguardo dolce ma malinconico di Maria sul figlio abbandonato nel sonno sul suo grembo, tutti atteggiamenti simbolizzanti il presagio del finale destino sulla croce. Una simbologia ripresa dal Bellini, tra gli altri, ma unica in Cima. Alla base due angioletti sono intenti a suonare uno la viella e l'altro il liuto, altri due angeli assistono sospesi in adorazione sui fianchi, il coro angelico termina con dei rossi cherubini (ancora una citazione dal Bellini) svolazzanti sopra al tutto. Nell'avvicinamento al polittico si può anche apprezzare il medio orizzonte del delicato paesaggio che conferisce a tutte la figure del primo registro una statuarietà ieratica, mentre da visto lontano lo strato di bianche nuvole passante nella parte alta delle tavole conferisce continuità all'insieme.